# نیویورک تریبون
نیویورک تریبون (به انگلیسی: New-York Tribune) یک روزنامهٔ آمریکایی بود که نخستین بار در سال ۱۸۴۱ میلادی توسط ویراستار هوراس گریلی تأسیس شد. بین سال‌های ۱۸۴۲ و ۱۸۶۶ نام نیویورک-دیلی تریبون را داشت. از سال ۱۸۴۰ تا سال‌های ۱۸۶۰ روزنامهٔ اصلی حزب ویگ و سپس روزنامهٔ حزب جمهوری‌خواه بود. این روزنامه در سال‌های ۱۸۵۰ به تیراژی حدود ۲۰۰٬۰۰۰ نسخه رسید و آن را به بزرگترین روزنامه در شهر نیویورک و در کشور ایالات متحده آمریکا بدل ساخت. سرمقاله‌های نیویورک تریبون در شهرهای دیگر به‌طور گسترده‌ای پخش، کپی و خوانده می‌شد و باعث ایجاد یک نظر ملی واحد در میان آمریکاییان می‌گشت. نیویورک تریبون یکی از مهم‌ترین روزنامه‌ها در شمال  ایالات متحده  بود که بسیاری از گزارشگران، خبرنگاران و تصوریرگران را به کارزارهای جنگ داخلی آمریکا (۱۸۶۱–۱۸۶۵) می‌فرستاد. در زمان انتخابات ریاست جمهوری ۱۸۷۲ ایالات متحده آمریکا مؤسس ، انتشاراتچی و ویراستار آن هوراس گریلی نامزد حزب دموکرات در مقابل یولیسیز سایمن گرانت هجدهمین رئیس‌جمهور و ژنرال جنگ داخلی آمریکا که برای دومین بار توسط جمهوری خواهان نامزد شده بود قرار داشت که در آن رقابت گریلی شکست خورد و مدت کوتاهی پس از آن نیز درگذشت.

## پیوند بیرون
- آثار نوشته‌شده یا دربارهٔ نیویورک تریبون در بایگانی اینترنت
- آثار نیویورک تریبون در لیبری‌واکس (کتابخانهٔ صوتی با مالکیت عمومی)
- The New York Tribune Online 1842–1866 1866–1922